# Heteropoda nilgirina
Heteropoda nilgirina là một loài nhện trong họ Sparassidae.
Loài này thuộc chi Heteropoda. Heteropoda nilgirina được Mary Agard Pocock miêu tả năm 1901.